# 라일라 아시에리
라일라 아시에리(Leila Arcieri, 1973년 12월 18일 ~ )는 미국의 배우, 모델이다.
샌프란시스코에서 태어났다.

## 영화
- 슈프림 챔피언 (2010년)
- 러브 앤 댄싱 (2009년) - 다니엘 역
- 맘모스 (2006년)
- 어 퍼펙트 핏 (2005년)
- 킹스 랜섬 (2005년)
- 와일드 씽 2 (2004년)
- 대디 데이 케어 (2003년)
- 트리플 엑스 (2002년) - 조단 킹 역
- 핫 보이즈 (1999년)
- Foolish (1999)